# 卡爾平湖
53°21′33″N 13°14′28″E / 53.35922°N 13.24109°E
卡爾平湖（德語：Carpiner See），是德國的湖泊，位於該國東北部，由梅克倫堡-前波美拉尼亞州負責管轄，處於梅克倫堡湖區縣，寬0.45公里，面積0.05平方公里，海拔高度67米。